# Anaxyrus quercicus
Anaxyrus quercicus là một loài cóc thuộc họ Bufonidae. Đây là loài đặc hữu của the coastal regions of đông nam Hoa Kỳ. Nó được coi là những loài cóc nhỏ nhất ở Bắc Mỹ, với chiều dài từ19 đến 33 mm (0,75 đến 1,30 in).

## Miêu tả
Loài cóc này ăn thịt và chủ yếu ăn côn trùng. Môi trường sống tự nhiên của chúng là rừng ôn đới, vùng cây bụi ôn đới, hồ nước ngọt có nước theo mùa, đầm nước ngọt có nước theo mùa, đất canh tác, vùng đồng cỏ, ao, đất có tưới tiêu, và kênh đào và mương rãnh.
Chúng hiện đang bị đe dọa vì mất môi trường sống.